# Shoja Mahalleh
Shoja Mahalleh (em persa: شجاع محله, também romanizada como Shojāʿ Maḩalleh; também conhecida como Shojāmaḩalleh) é uma aldeia do distrito rural de Langarud, no condado de Abbasabad, da província de Mazandaran, Irã.
No censo de 2006, sua população era de 308 habitantes, em 83 famílias.